# Busia County
Busia County is een county en voormalig district in Kenia. Het district telde 370.608 inwoners in 1999 en had een bevolkingsdichtheid van 330 inw/km². Ongeveer 2,8% van de bevolking leeft onder de armoedegrens en ongeveer 67% van de huishoudens heeft beschikking over elektriciteit.

## Divisies
Busia County bestaat uit zes divisies, waarvan vier kiesdivisies: Nambale, Butula, Funyula en Budalangi.
| Divisie   | Inwoners | Hoofdstad |
| --------- | -------- | --------- |
| Budalangi | 53.356   |           |
| Butula    | 95.489   | Butula    |
| Funyula   | 73.875   | Funyula   |
| Matayos   | 56.186   | Matayos   |
| Nambale   | 67.544   | Nambale   |
| Township  | 25.158   | Busia     |
| Totaal    | 370.608  | -         |